# Lambig

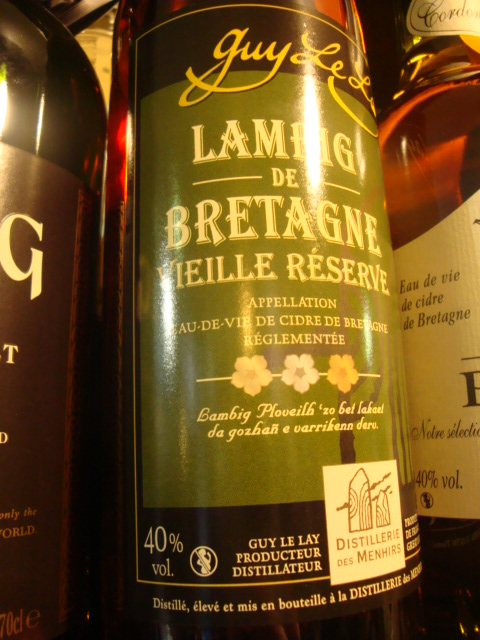
Lambig de Bretagne. Lambig a la venta en una licorería.

Lambig (también conocido como Fine Bretagne, gwinardant, odivi or lagout) es un licor producido por destilación de sidra. Según AOC, el lambig debe ser envejecido durante un mínimo de cuatro años en roble. La bebida es equivalente a los calvados de Normandía.